# Geschwänztes Fettkraut
Das Geschwänzte Fettkraut (Pinguicula moranensis) ist eine fleischfressende Pflanze aus der Gattung der Fettkräuter in der Sektion Orcheosanthus. Es ist heimisch in Mexiko und Guatemala und wurde 1817 von Alexander von Humboldt, Aimé Bonpland und Karl Sigismund Kunth erstbeschrieben.

## Beschreibung
Zum Winter hin bildet die Pflanze eine Winterrosette mit einem Durchmesser von nur 5 mm und zum Frühjahr wieder größere Blätter aus. Die fleischigen, hellgrünen (in sonniger Lage geröteten), ovalen Blätter bilden dann eine flach am Boden liegende Rosette mit bis zu 20 cm Durchmesser. An der Oberfläche sind die Blätter klebrig vom Fangsekret, mit dem sie kleine Insekten (z. B. Trauermücken, Ameisen) fängt und, sobald Beute erzielt wird, durch Enzyme verdaut. Ab Mai bis August blüht Pinguicula moranensis an einem bis zu 25 cm hohen, aus der Mitte der Rosette wachsenden Blütenstängel rot mit weißem Schlund in einzelner, zygomorpher, lang gespornter Blüte mit 5 cm Durchmesser.

## Verbreitung
Das Geschwänzte Fettkraut ist in Mittelamerika mit Vorkommen in Mexiko und Guatemala beheimatet. Sie ist das Fettkraut mit dem größten Verbreitungsgebiet aus der Sektion Orcheosanthus. Es bevorzugt alkalische, gipshaltige Standorte in lichten Kiefern- und Eichenwäldern sowie temperierten Bergwäldern.

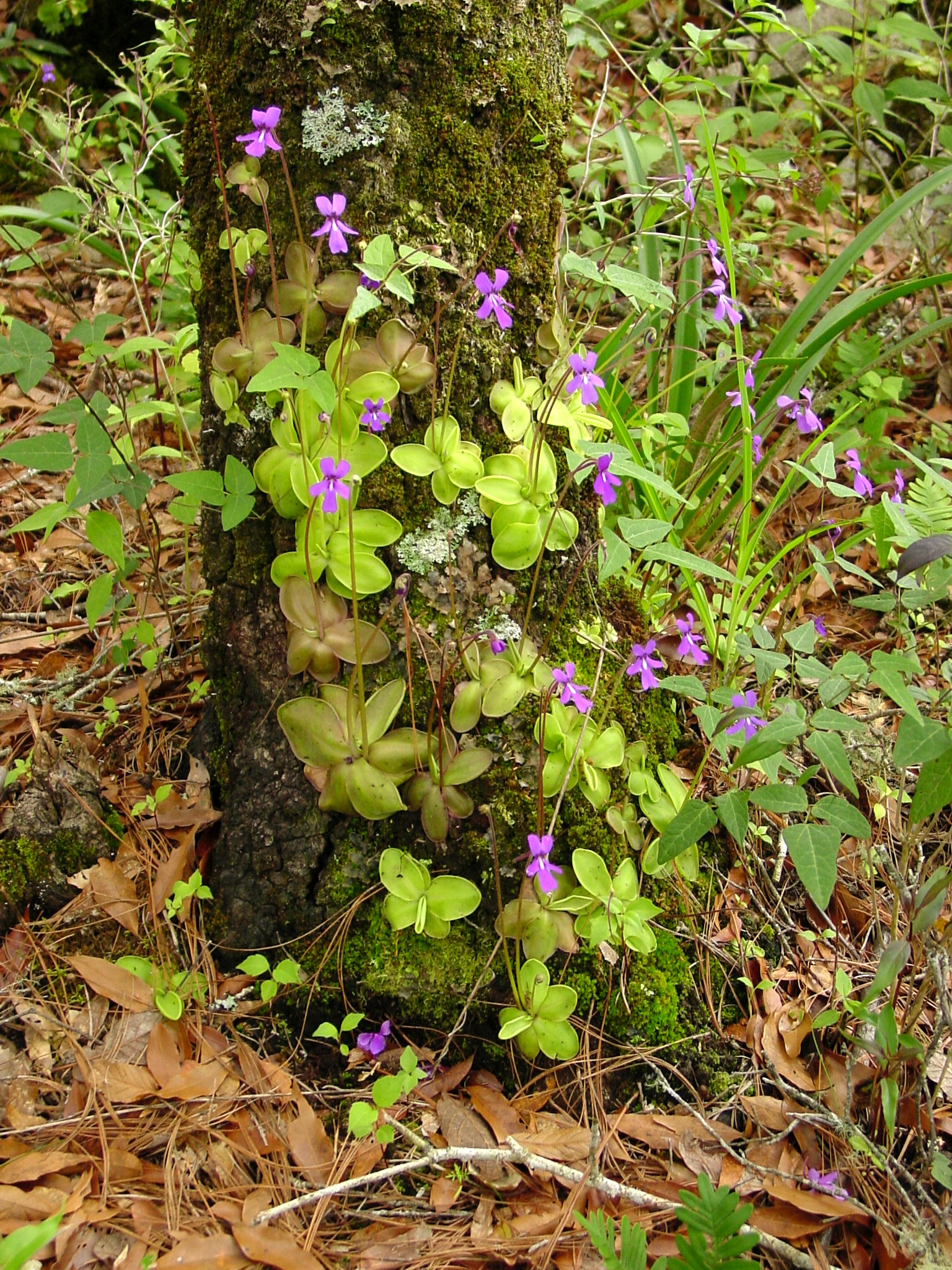
Epiphytisch wachsende P. moranensis auf einem Baumstamm, am Naturstandort in Tamaulipas

## Systematik
Die Erstbeschreibung erfolgte durch den deutschen Botaniker Karl Sigismund Kunth, der die Pflanze anhand des von Alexander von Humboldt und Aimé Bonpland auf ihrer großen Südamerikareise (von 1799 bis 1804) gesammelten Pflanzenmaterials 1818 im zweiten Band seines siebenbändigen Werkes Nova genera et species plantarum quas in peregrinatione ad plagam aequinoctialem orbis novi collegerunt Bonpland et Humboldt beschrieb. Ein Synonym ist das 1832 durch  Diederich Franz Leonhard von Schlechtendal aufgestellte Taxon Pinguicula caudata.

## Belege
1. ↑  F. W. H. A. von Humboldt et al., Nov. gen. sp. 2:184[folio]; 2:226[quarto]. 1818.
2. ↑  Linnaea 7:393. 1832. Siehe Eintrag bei GRIN.